# Цгуну
Цгуну (на кхоса: Qunu – ˈk͡ǃuːnu) е село в югоизточната част на Република Южна Африка, провинция Източен Кейп. Намира се на 32 km югозападно от Мтата, на пътя, свързващ този град с Бътъруърт.
В Цгуну израства политикът Нелсън Мандела (р. 1918), след като баща му е свален като началник на Мвезо. След пенсионирането си Мандела се връща в Цгуну.  В своята автобиография "Long Walk to Freedom", Мандела описва Цгуну като мястото, където е прекарал най-щастливите моменти от детството си.
На 15 декември 2013 г. Нелсън Мандела е погребан в Цгуну в имота на семейството му на място, което той лично избра.